# 흑미

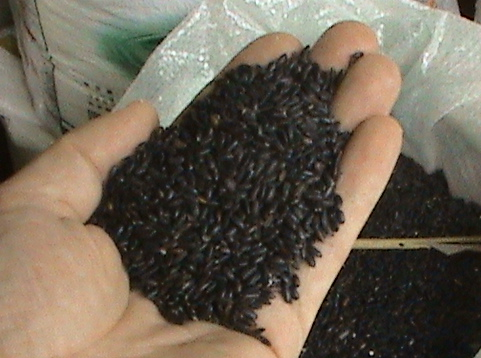
흑미

흑미(黑米)는 유색미의 일종으로, 겉이 검은색을 띠는 쌀이다. 검은쌀, 검정쌀로도 불린다. 겉은 검지만 속은 희다.
| 이름                   | 양    | 단위 |
| ---------------------- | ----- | ---- |
| 에너지                 | 356   | kcl  |
| 단백질                 | 8.89  | g    |
| 총 지질 (지방)         | 3.33  | g    |
| 공제법에 의한 탄수화물 | 75.56 | g    |
| 섬유질                 | 2.2   | g    |
| 당                     | 0     | g    |
| 칼슘                   | 0     | mg   |
| 철                     | 2.4   | mg   |
| 나트륨                 | 0     | mg   |
| 비타민 C               | 0     | mg   |
| 비타민 A               | 0     | IU   |
| 지방산 (포화지방)      | 0     | g    |
| 지방산 (트랜스지방)    | 0     | g    |
| 콜레스테롤             | 0     | mg   |

## 사진 갤러리

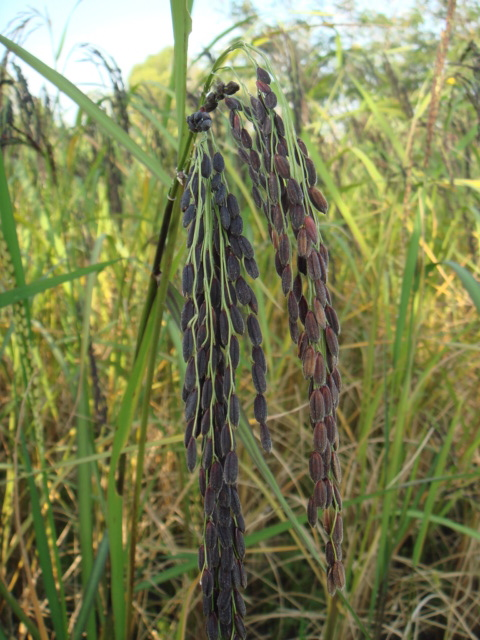
흑미 벼
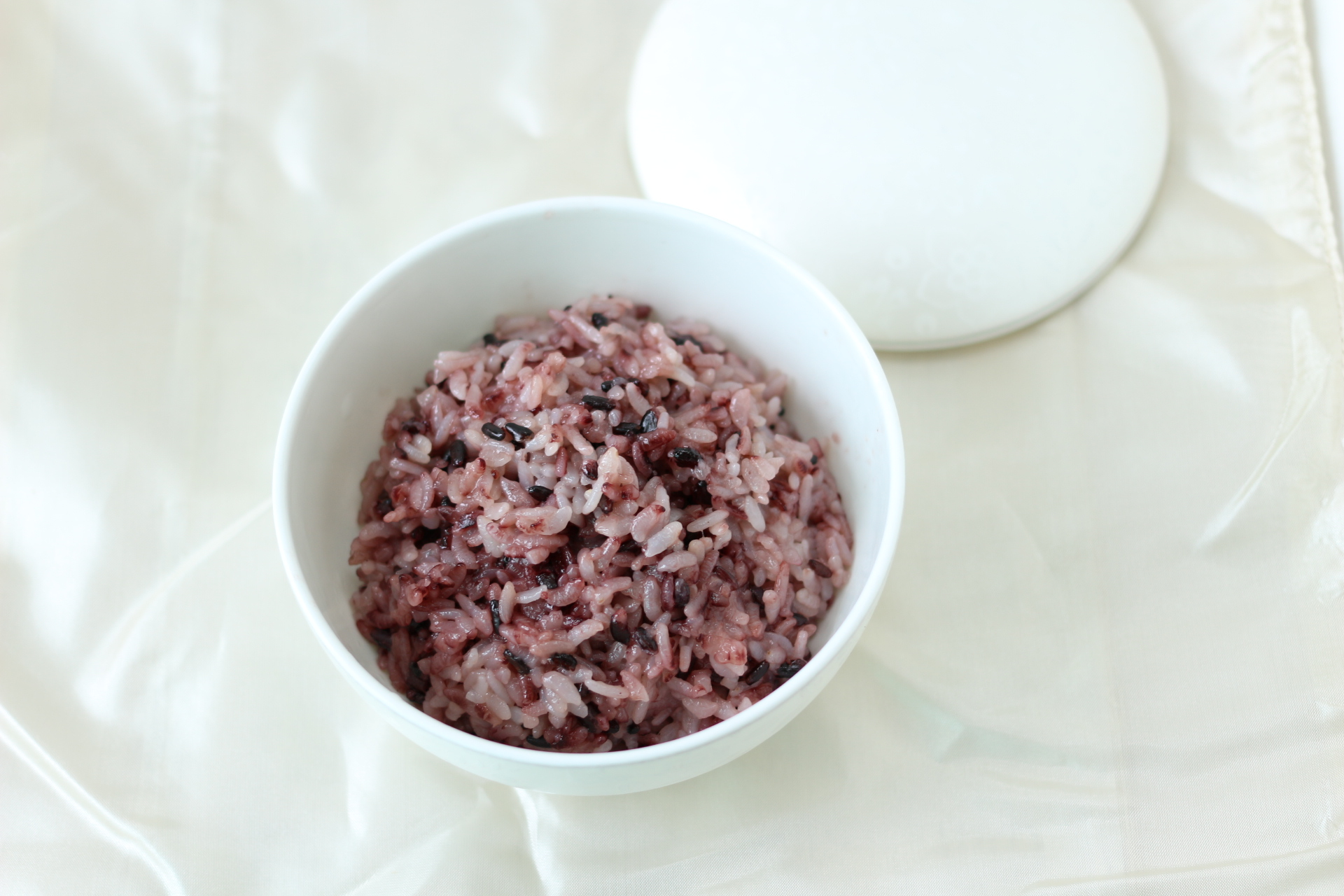
흑미밥 (백미에 흑미를 섞어 지은 밥)

## 같이 보기
- 녹미
- 홍미